# Giải bóng đá U-21 Quốc tế Báo Thanh Niên 2015
Giải bóng đá U21 Quốc tế báo Thanh niên 2015 là giải bóng đá giao hữu quốc tế thường niên lần thứ 9, do báo Thanh Niên kết hợp với Liên đoàn Bóng đá Việt Nam (VFF) tổ chức, diễn ra từ ngày 20 tháng 11 đến ngày 29 tháng 11 năm 2015.
Đương kim vô địch của giải đấu là Câu lạc bộ bóng đá trẻ U-21 Hoàng Anh Gia Lai.

Nhà tài trợ kim cương của giải đấu mùa 2015 là nhãn hàng Clear Men thuộc Công ty TNHH Quốc tế Unilever Việt Nam . Tổng giá trị giải thưởng của giải đấu là gần một tỷ đồng.

U-21 Hoàng Anh Gia Lai đã bảo vệ thành công ngôi vô địch sau khi vượt qua U-18 Hàn Quốc trong trận chung kết diễn ra tối ngày 29 tháng 11 năm 2015 (giờ Việt Nam). Đây là lần thứ hai họ tham gia giải đấu này, lần đầu tiên là vào năm 2014. Tiền đạo người xứ Nghệ, Nguyễn Công Phượng, ghi cả hai bàn thắng trong chiến thắng 2–0 ở trận chung kết, giúp Hoàng Anh Gia Lai lần thứ hai lên ngôi vô địch tại Giải bóng đá U-21 Quốc tế báo Thanh niên. Anh đồng thời là vua phá lưới với năm pha lập công và là cầu thủ xuất sắc nhất giải.

## Địa điểm thi đấu
Tất cả các trận đấu đều diễn ra trên Sân vận động Thống Nhất tại Thành phố Hồ Chí Minh, Việt Nam.
| Thành phố Hồ Chí Minh   |
| ----------------------- |
| Sân vận động Thống Nhất |
| Sức chứa: 25.000        |
|                         |

## Thành phần tham dự
Có 6 đội tham dự bao gồm:
| Số thứ tự | Đội bóng                    | Liên đoàn | Huấn luyện viên  | Đội trưởng         |
| --------- | --------------------------- | --------- | ---------------- | ------------------ |
| 1         | U21 Báo Thanh niên Việt Nam | Việt Nam  | Phạm Minh Đức    | Thân Thành Tín     |
| 2         | U21 Singapore               | Singapore | Richard Francis  |                    |
| 3         | U21 Hoàng Anh Gia Lai       | Việt Nam  | Nguyễn Quốc Tuấn | Nguyễn Công Phượng |
| 4         | U21 Myanmar                 | Myanmar   | Eric Wiilliams   |                    |
| 5         | U21 Thái Lan                | Thái Lan  | Adul Rungruang   |                    |
| 6         | U18 Hàn Quốc                | Hàn Quốc  | An Ik-soon       |                    |

## Tiền thưởng
Cơ cấu giải thưởng theo điều lệ khoảng 700 triệu đồng, bao gồm:
- Vô địch: $12,000.
- Á quân: $7,000.
- Hạng ba: $5,000.
- Giải phong cách: $3,000.
- Vua phá lưới: $500.
- Cầu thủ xuất sắc nhất giải: $500.
- Cầu thủ Việt Nam xuất sắc nhất: $500.
- Thủ môn xuất sắc nhất: $500.
- Cầu thủ xuất sắc nhất trận: $100.
- Cầu thủ ghi bàn đầu tiên trong trận: $100.
- Tổ trọng tài hoàn thành nhiệm vụ: $500.

Các giải thưởng do các đơn vị tài trợ kim cương là Công ty (CT) TNHH Quốc tế Unilever Việt Nam, nhãn hàng Clear Men, tài trợ vàng CT Cổ phần Tôn Đông Á cùng các đơn vị Thái Sơn Nam, Nutifood, Yến sào Khánh Hòa, Tư vấn DP, FPT Play trao tặng.
Ngoài ra, ban tổ chức còn trao tặng nhiều giải thưởng có giá trị khác .

## Vòng bảng
Tất cả thời gian là giờ địa phương (UTC+7) tại nơi diễn ra trận đấu.

### Bảng A
| VT | Đội                | ST | T | H | B | BT | BB | HS | Đ | Kết quả vòng bảng                       |
| -- | ------------------ | -- | - | - | - | -- | -- | -- | - | --------------------------------------- |
| 1  | Báo Thanh Niên (H) | 2  | 2 | 0 | 0 | 6  | 3  | +3 | 6 | Giành quyền vào vòng đấu loại trực tiếp |
| 2  | Singapore          | 2  | 0 | 1 | 1 | 3  | 4  | −1 | 1 | Giành quyền vào vòng đấu loại trực tiếp |
| 3  | Thái Lan           | 2  | 0 | 1 | 1 | 4  | 6  | −2 | 1 | Tranh hạng năm                          |

| U21 Singapore                                          | 2–2      | U21 Thái Lan                                 |
| ------------------------------------------------------ | -------- | -------------------------------------------- |
| Muhammad Bin Said 76' · Mohamad Taufik Bin Suparno 89' | Chi tiết | Sarun Puangbut 16' · Teerapak Punboonchu 88' |

| U21 Thái Lan                             | 2–4      | U21 Báo Thanh niên Việt Nam                                                 |
| ---------------------------------------- | -------- | --------------------------------------------------------------------------- |
| Sarun Puangbut 21' · Attapol Boonkun 44' | Chi tiết | Phạm Văn Thành 6' · Hồ Tuấn Tài 13' · Lâm Ti Phông 48' · Phạm Xuân Mạnh 57' |

| U21 Báo Thanh niên Việt Nam | 2–1      | U21 Singapore              |
| --------------------------- | -------- | -------------------------- |
| Phạm Xuân Mạnh 5', 31'      | Chi tiết | Joshua Bernard Pereira 75' |

### Bảng B
| VT | Đội               | ST | T | H | B | BT | BB | HS | Đ | Kết quả vòng bảng                       |
| -- | ----------------- | -- | - | - | - | -- | -- | -- | - | --------------------------------------- |
| 1  | Hàn Quốc          | 2  | 2 | 0 | 0 | 3  | 0  | +3 | 6 | Giành quyền vào vòng đấu loại trực tiếp |
| 2  | Hoàng Anh Gia Lai | 2  | 1 | 0 | 1 | 4  | 4  | 0  | 3 | Giành quyền vào vòng đấu loại trực tiếp |
| 3  | Myanmar           | 2  | 0 | 0 | 2 | 3  | 6  | −3 | 0 | Tranh hạng năm                          |

| U18 Hàn Quốc       | 1–0      | U21 Hoàng Anh Gia Lai |
| ------------------ | -------- | --------------------- |
| Kim Jeong Hwan 23' | Chi tiết |                       |

| U21 Myanmar | 0–2      | U18 Hàn Quốc                           |
| ----------- | -------- | -------------------------------------- |
|             | Chi tiết | Kang Ji Hun 45+1' · Kim Jeong Hwan 67' |

| U21 Hoàng Anh Gia Lai                                                                   | 4–3      | U21 Myanmar                             |
| --------------------------------------------------------------------------------------- | -------- | --------------------------------------- |
| Nguyễn Công Phượng 17' · Nguyễn Văn Toàn 37' · Huỳnh Kim Hùng 64' · Trần Minh Vương 83' | Chi tiết | Yan Naing Oo 6' · Mg Mg Lwin 36', 90+3' |

### Tranh hạng năm
Luân lưu 11m sẽ được sử dụng để xác định đội chiến thắng, nếu cần thiết.
| U21 Thái Lan            | 2–1                         | U21 Myanmar      |
| ----------------------- | --------------------------- | ---------------- |
| Sarun Puangbut 20', 90' | Chi tiết (Youtube) Chi tiết | Shine Thu Ya 53' |

## Đấu loại trực tiếp
Trong vòng đấu loại trực tiếp, hiệp phụ sẽ không được sử dụng. Luân lưu 11m sẽ được sử dụng để xác định đội chiến thắng, nếu cần thiết.

### Các cặp thi đấu
|  | Bán kết        | Bán kết  |                   |   | Chung kết | Chung kết |
|  |                |          |                   |   |           |           |
|  | 26 tháng 11    |          |                   |   |           |           |
|  |                |          |                   |   |           |           |
|  | Báo Thanh Niên | 2 (2)    |                   |   |           |           |
|  | Báo Thanh Niên | 2 (2)    | 29 tháng 11       |   |           |           |
|  | HAGL (p)       | 2 (3)    |                   |   |           |           |
|  | HAGL (p)       | 2 (3)    | Hoàng Anh Gia Lai | 2 |           |           |
|  | 27 tháng 11    |          | Hoàng Anh Gia Lai | 2 |           |           |
|  |                | Hàn Quốc | 0                 |   |           |           |
|  | Hàn Quốc       | Hàn Quốc | 0                 | 3 |           |           |
|  | Hàn Quốc       |          |                   | 3 |           |           |
|  | Singapore      | 0        |                   |   |           |           |
|  | Singapore      | 0        | Tranh hạng ba     |   |           |           |
|  |                |          |                   |   |           |           |
|  | 29 tháng 11    |          |                   |   |           |           |
|  |                |          |                   |   |           |           |
|  | Báo Thanh Niên | 1 (5)    |                   |   |           |           |
|  | Báo Thanh Niên | 1 (5)    |                   |   |           |           |
|  | Singapore (p)  | 1 (6)    |                   |   |           |           |

### Bán kết
| U21 Báo Thanh Niên Việt Nam                                                          | 2–2                                        | U21 Hoàng Anh Gia Lai                                                                                   |
| ------------------------------------------------------------------------------------ | ------------------------------------------ | --- |
| Lê Văn Sơn 17' · Nguyễn Công Phượng 76', 90+5'                                       | Chi tiết (Thanh Niên) Chi tiết (VnExpress) | |
| Loạt sút luân lưu                                                                    |                                            | |
| Hoàng Ngọc Hào · Nguyễn Văn Dũng · Phạm Xuân Mạnh · Nguyễn Như Tuấn · Phạm Văn Thành | 2–3                                        | Lương Xuân Trường · Trần Hữu Đông Triều · Hoàng Thanh Tùng · Nguyễn Công Phượng · Nguyễn Phong Hồng Duy |

| U18 Hàn Quốc                             | 3–0      | U21 Singapore |
| ---------------------------------------- | -------- | ------------- |
| Lee Dong-jun 32', 63' · Kim Deawon 90+2' | Chi tiết |               |

### Tranh hạng ba
| U21 Báo Thanh niên Việt Nam                                                                                         | 1–1                       | U21 Singapore                                              |
| --- | ------------------------- | ---------------------------------------------------------- |
| Lâm Ti Phông 64' · Phạm Văn Thành 32' · Nguyễn Thanh Tuấn 78'                                                       | Video Chi tiết Chi tiết 2 | Joshua Pereira 90+2' · Wheeler 38' · Farhan 45+1'          |
| Loạt sút luân lưu                                                                                                   |                           |                                                            |
| Nguyễn Như Tuấn · Trần Văn Kiên · Thân Thành Tín · Nguyễn Thanh Thảo · Hoàng Ngọc Hào · Đỗ Hùng Dũng · Đậu Văn Toàn | 5–6                       | Faruk · Suhaimi · Haimi · Farhan · Wheeler · Amin · Mazian |

### Chung kết
| U21 Hoàng Anh Gia Lai                                 | 2–0                                      | U18 Hàn Quốc                      |
| ----------------------------------------------------- | ---------------------------------------- | --------------------------------- |
| Nguyễn Công Phượng 24', 86' · Trần Hữu Đông Triều 10' | Chi tiết (Youtube) Chi tiết (Thanh Niên) | Park Hanbin 3' · Lee Dong-jun 90' |

### Vô địch
| Vô địch Giải bóng đá U-21 Quốc tế báo Thanh niên 2015 Hoàng Anh Gia Lai Lần thứ 2 |

## Xếp hạng
Theo quy ước thống kê trong bóng đá, các trận đấu quyết định ở hiệp phụ được tính là trận thắng và trận thua, trong khi các trận đấu bằng cách quyết định hình phạt luân lưu 11m được tính là trận hòa.
| VT | Đội                | ST | Đ |
| -- | ------------------ | -- | - |
| 1  | Hoàng Anh Gia Lai  | 4  | 7 |
| 2  | Hàn Quốc           | 4  | 9 |
| 3  | Singapore          | 4  | 2 |
| 4  | Báo Thanh Niên (H) | 4  | 8 |
|    |                    |    |   |
| 5  | Thái Lan           | 3  | 4 |
| 6  | Myanmar            | 3  | 0 |

## Cầu thủ ghi bàn
5 bàn
- Công Phượng (Hoàng Anh Gia Lai)

4 bàn
- Sarun Puangbut
- Xuân Mạnh (Báo Thanh Niên)

3 bàn
- Lâm Ti Phông (Báo Thanh Niên)

2 bàn
- Kim Jeonghwan
- Joshua Pereira

1 bàn
- Kang Ji-hun
- Kim Deawon
- Lee Dong-jun
- Mg Mg Lwin
- Shine Thu Ya
- Yan Naing Oo
- Mohamad Taufik Bin Suparno
- Muhammad Bin Said
- Attapol Boonkun
- Teerapak Punboonchu
- Hồ Tuấn Tài (Báo Thanh Niên)
- Văn Thành (Báo Thanh Niên)
- Văn Toàn (Hoàng Anh Gia Lai)
- Kim Hùng (Hoàng Anh Gia Lai)
- Minh Vương (Hoàng Anh Gia Lai)